# Järnväg i Tyskland

Karta över det tyska järnvägsnätet.

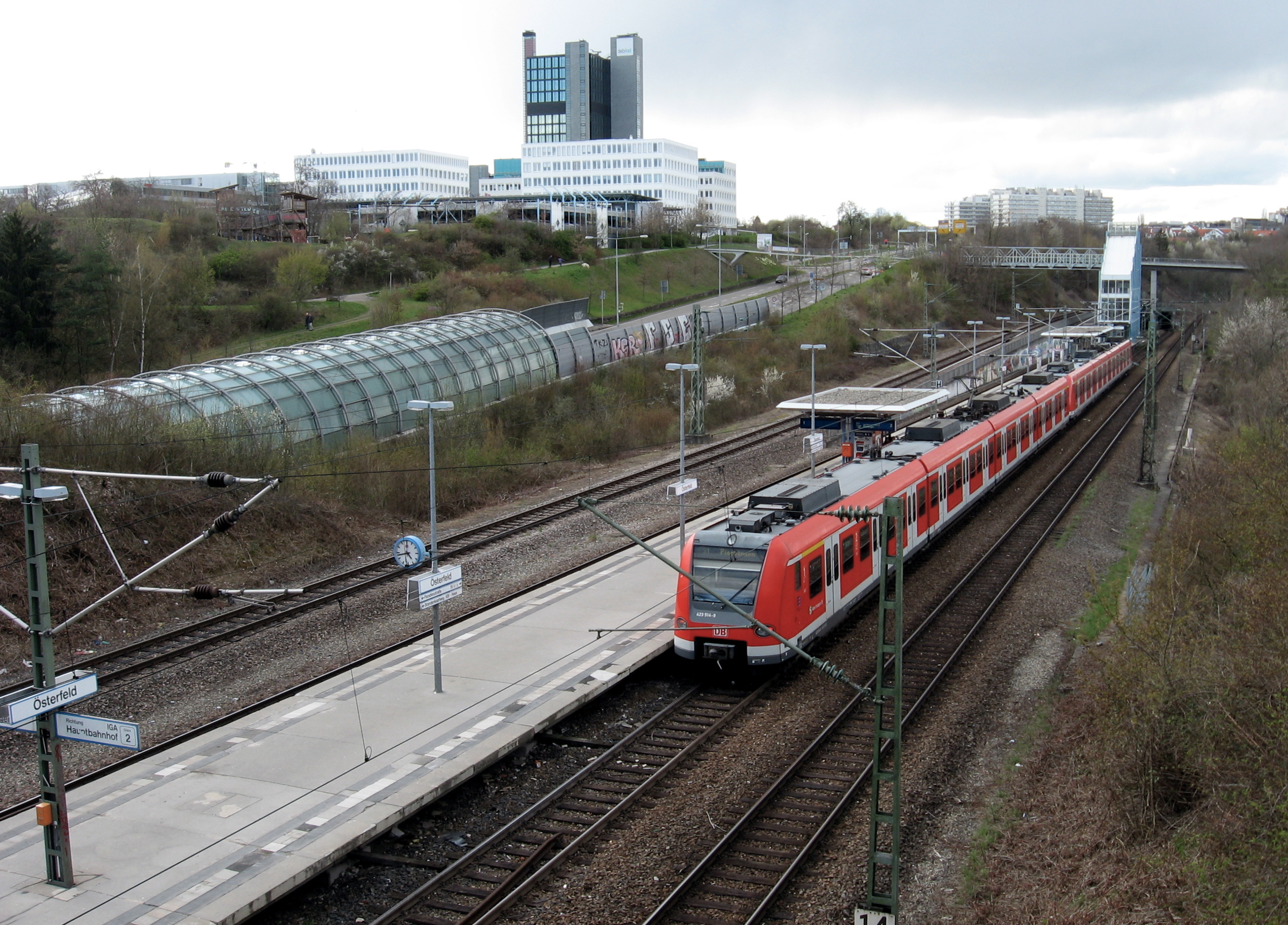
Ett tåg i Stuttgart.

Tyskland har ett mycket väl utbyggt järnvägsnät som omfattar omkring 33 000 km järnvägsspår. Järnvägarna når även ut till landets samtliga grannländer samt via tågfärja Sassnitz-Trelleborg även till Sverige. Tysklands järnvägsnät började byggas ut under mitten av 1870-talet och den första järnvägen byggdes på sträckan Hamburg-Kiel i Schleswig-regionen.
Persontrafiken körs av det statliga Deutsche Bahn (DB) som bildades efter en sammanslagning mellan f.d. östtyska Deutsche Reichsbahn och västtyska Deutsche Bundesbahn. År 2003 bildades dotterbolaget DB Netz efter en utbrytning ur DB. DB Netz sköter järnvägsnätet, kontaktledningarna, slipers, signaler och infrastrukturen på tyska spår.

## Persontrafik
Persontrafiken sköts av DB som är Tysklands statliga järnvägsbolag. DB kör tågtrafik till alla landets delar. Persontrafiken är avreglerad vilket tillåter andra bolag än DB att köra på det tyska bannätet. På de längre sträckorna används numera ofta de moderna snabbtågen ICE som kan köra i upp mot 250-300 km/h. Detta tåg har avkortat restiderna avsevärt. På sträckan Köln-Paris körs de franska snabbtågen TGV sedan 2003.
I alla Tysklands förbundsländer går regionaltåg som antingen är moderna motorvagnar eller äldre lokdragna tåg. Det går det även nattåg till stora delar av kontinenten, bland annat till Stockholm och Prag. Sedan går även biltågen "AutoZug".
I övrigt driver DB även pendeltågstrafik i storstäderna.

## Godstrafik
Godstrafiken drivs av DB Güterzug, Hectorrail, Railion m.fl. till stora godskunder i länder som Nederländerna och Danmark. Även godstrafiken är avreglerad.

## Spårvidd
Tyskland har normalspår (1435 mm), liksom de flesta europeiska länderna. Då det går nattåg till bland annat Ryssland och Ukraina och de använder bredspår så används ryska sovvagnar som har omställbara hjulaxlar.